# سیارک ۱۶۱۳۵
سیارک ۱۶۱۳۵ (به انگلیسی: 16135 Ivarsson، نامگذاری:1999XY104) شانزده هزار و صد و سی و پنجمین سیارک کشف شده‌است که در ۹ دسامبر ۱۹۹۹ کشف شد.
قدر مطلق سیارک برابر ۱۹.۵ است.